# Nossa Senhora de Lourdes
Nossa Senhora de Lourdes è un comune del Brasile nello Stato del Sergipe, parte della mesoregione del Leste Sergipano e della microregione di Propriá.